# Plagodis occiduaria
Plagodis occiduaria là một loài bướm đêm trong họ Geometridae.